# Валь-д’Анас
Валь-д’Анас (фр. Val d'Anast) — новая коммуна на северо-западе Франции, находится в регионе Бретань, департамент Иль и Вилен, округ Редон, кантон Гишен. Расположена в 38 км к юго-западу от Ренна, в 13 км от национальной автомагистрали N24.
Население (2018) — 3 965 человек. 

## История
Коммуна образована 1 января 2017 года путем слияния коммун Кампель и Мор-де-Бретань. Центром коммуны является Мор-де-Бретань. От него к новой коммуне перешли почтовый индекс и код INSEE. На картах в качестве координат Валь-д’Анаса указываются координаты Мор-де-Бретани. 

## Достопримечательности
- Церковь Святого Петра конца XIX века в Мор-де-Бретани
- Церковь Святой Марии Магдалины середины XIX века в Кампеле
- Шато ла Ламбарде XVI века

## Экономика
На территории коммуны расположено мукомольное предприятия группы Axéréal.
Структура занятости населения:
- сельское хозяйство — 7,2 %
- промышленность — 10,2 %
- строительство — 15,8 %
- торговля, транспорт и сфера услуг — 35,3 %
- государственные и муниципальные службы — 31,5 %

Уровень безработицы (2018) — 10,3 % (Франция в целом —  13,4 %, департамент Иль и Вилен — 10,4 %). 

Среднегодовой доход на 1 человека, евро (2018) — 20 230 (Франция в целом — 21 730, департамент Иль и Вилен — 22 230).

## Демография
Динамика численности населения, чел.

## Администрация
Пост мэра Валь-д’Анаса с 2020 года занимает Пьер-Ив Ребу (Pierre-Yves Reboux). На муниципальных выборах 2020 года возглавляемый им центристский список победил в 1-м туре, получив 51,82 % голосов.
| Период | Период | Фамилия      | Партия               | Примечания                                           |
| ------ | ------ | ------------ | -------------------- | ---------------------------------------------------- |
| 2017   | 2020   | Мишель Широн | Разные правые        | государственный служащий, бывший мэр Мор-де-Бретань  |
| 2020   |        | Пьер-Ив Ребу | Радикальное движение | фермер, бывший член Генерального совета департамента |

## Города-побратимы
- Вежбинек, Польша